# NGC 7183
NGC 7183 је лентикуларна галаксија у сазвежђу Водолија која се налази на NGC листи објеката дубоког неба.
Деклинација објекта је - 18° 54' 56" а ректасцензија 22h 2m 21,2s. Привидна величина (магнитуда) објекта NGC 7183 износи 12,0 а фотографска магнитуда 12,9. NGC 7183 је још познат и под ознакама ESO 601-8, MCG -3-56-4, IRAS 21596-1909, PGC 67892.